# Daniel Gravius
Daniel Gravius anche Daniel van de Graaff, Daniel van de Graef o Daniel Grauw (Dordrecht, 1616 – Middelburg, 1681) è stato un missionario e linguista olandese conosciuto per la sua missione nell'isola di Formosa e il suo studio della lingua siraya, lingua austronesiana parlata dal popolo Siraya degli aborigeni taiwanesi.
Egli tradusse in tale lingua la Bibbia ed altri testi cristiani, tuttavia dopo una discussione con il governatore olandese a Formosa, Nicolas Verburg, fu accusato di diffamazione e censurato. Più tardi fu completamente esiliato dall'isola, e fece ritorno in patria con la reputazione intatta.

## Missione a Formosa
Inizialmente, Gravius era un pastore calvinista ad Aardenburg, dopodiché passò due anni a Batavia, dove subì un addestramento in attesa di essere assegnato a qualche missione religiosa. Durante il suo soggiorno nella città, sposò Maria Poots. Nel 1647, Gravius fu mandato nell'isola di Formosa, dove fu collocato al villaggio di Soulang. Secondo le fonti, fu lui che introdusse verso gli aborigeni il concetto di allevare bestiame da tiro per l'aratura dei campi. Gravius operò anche una traduzione di opere cristiane in lingua siraya, incluso un formulario, porzioni della Bibbia ed altri versi, che accompagnò con esempi per renderne il significato più chiaro ai nativi di Formosa. Le sue opere in campo linguistico furono utilizzate anche da studiosi a lui successivi, per riportare alla luce le pratiche culturali del popolo Siraya; è stato notato, infatti, che la lingua Siraya non aveva parole che potessero essere tradotte con i concetti di gioco d'azzardo, servo o schiavitù.
Nel villaggio assegnato alla missione di Gravius, egli non era solo responsabile della vita religiosa, ma era anche l'ufficiale giudiziario superiore in loco. Questo sue duplice ruolo fu fonte di diverse lamentele da parte del clero, ma il Consiglio di Formosa (il corpo governativo della Formosa Olandese) le ignorò. Nel 1651, Gravius scrisse al Governatore Nicolas Verburg lamentandosi del suo superiore giudiziario, Dirck Snoucq, asserendo che egli era "una persona di carattere vergognoso ed odioso". Sfortunatamente per Gravius, Verburg prese le parti di Snoucq, dichiarando che "questo cavo di ingurie scellerate sono state formate da molti fili di abusi e misfatti di una natura così scandalosa ed anticristiana che non possono neanche essere qui menzionati in dettaglio".
Il Governatore Verburg, quindi, aggirò le normali procedure per indire una causa per diffamazione rifiutando di sottoporla al Consiglio di Formosa, basandosi sulla supporsizione che il membro del consiglio Frederick Coyett sarebbe stato in favore di Gravius. Multò Gravius con 1.000 fiorini (una somma considerevole), dopodiché "lanciò una campagna maligna contro Gravius e contro il potere del clero in generale". Le autorità della colonia si divisero in fazioni, e fu mandato un commissario a Batavia per risolvere la situazione. Tale commissario, di nome Willem Verstegen, trovò la colpa da entrambe le parti, e raccomandò che i membri del clero fossero rimossi da cariche giudiziarie, per evitare ulteriori conflitti. Nel 1651, Gravius tornò a Batavia per fare appello al Governatore Generale delle Indie Orientali Olandesi Carel Reyniersz, ed al suo seguace Joan Maetsuycker contro il verdetto emesso da Verburg. Quello stesso anno, il Consiglio delle Indie ebbe a che fare anche con i casi di Cornelis van der Lijn e François Caron, che furono rimandati nei Paesi Bassi accusati di commercio illecito.
Gravius rimase a Batavia per tre anni argomentando il suo caso, finché non fu giudicato innocente e gli furono restituite le somme monetarie da lui pagate sotto forma di multe. Egli tornò nei Paesi Bassi da prete, dove si risposò nella città di Veere, ed infine morì a Middelburg nel 1681.

## Opere pubblicate
- Het heylige Euangelium Matthei en Johannis. Ofte Hagnau ka d'llig matiktik ka na sasoulat ti Mattheus ti Johannes appa. (Il Vangelo di Matteo in dialetto Sinkang di Formosa e olandese), Amsterdam, Michiel Hartogh, 1661.
- Patar ki tna-'msing-an ki Christang ofte. 't Formulier des Christendoms. (Formulario della Cristianità in lingua siraya di Formosa), Amsterdam, Michiel Hartogh, 1661.